# III. Péter aragóniai király
III. (Nagy) Péter (Valencia, 1243 júliusa vagy augusztusa – Vilafranca del Penedès, Katalónia, 1285. november 11.), szicíliai olaszul: Petru III d'Aragona, katalánul: Pere III d'Aragó, spanyolul: Pedro III de Aragón, olaszul: Pietro III d'Aragona, Aragónia, Szicília és Valencia királya, valamint Barcelona grófja. A Barcelonai-ház tagja. Anyja révén II. András magyar király unokája és I. (Hohenstaufen) Manfrédnak, Szicília királyának a veje.

## Élete
Apja I. Jakab aragón király, édesanyja Árpád-házi Jolán magyar királyi hercegnő, II. András magyar király és Courtenay Jolán konstantinápolyi latin császári hercegnő egyetlen gyermeke.
Felesége 1262-től Hohenstaufen Konstancia szicíliai királyi hercegnő, I. (Hohenstaufen) Manfréd (1232–1266) szicíliai királynak és első feleségének, Savoyai Beatrix királynénak volt a leánya.
Capet Károly, Anjou grófja,  VIII. Lajos francia király fia a bátyja, IX. (Szent) Lajos és IV. Kelemen pápa támogatásával a beneventói csatában 1266. február 26-án legyőzte Manfrédot, aki a csatában életét vesztette. Manfréd családját, feleségét, kiskorú gyermekeit a győztes fogságba vetette, fiait megvakíttatta, akik halálukig nápolyi fogságban maradtak, míg lányai később visszanyerhették a szabadságukat. Legidősebb lánya, Konstancia ekkor már aragóniai királynéként távol élt apjától, de családja veszte mély nyomot hagyott a lelkében, és csak az alkalomra várt, hogy visszavágjon az Anjouknak.
Anjou Károly elfoglalta az egész Szicíliai Királyságot, és székhelyét Nápolyba tette. Manfréd unokaöccse, Konradin megpróbálta visszaszerezni a Hohenstaufenek királyságát 1268-ban, de Anjou Károly őt is legyőzte, fogságba ejtette, és lefejeztette.
Felesége révén 1282-ben Manfréd veje, III. Péter a Szicíliai vecsernye néven elhíresült felkelés révén visszafoglalta Szicília szigetét az Anjouktól és I. Péter néven 1282. szeptember 4-én szicíliai királlyá választották. Ugyan az egész Szicíliai Királyságot nem sikerült elfoglalnia, de a két Szicília megosztottsága 1816-ig fennmaradt, mikor újra hivatalosan is egyesítették a két független országrészt. A két Szicíliai Királyság hivatalosan csak 1302-ben ismerte el egymást.

## Gyermekei
- Feleségétől, Hohenstaufen Konstancia (1249–1302) szicíliai királyi hercegnőtől, 6 gyermek: 
  - Alfonz (1265–1291), III. (Liberális) Alfonz néven aragón király, felesége Plantagenêt Eleonóra (1264–1297) angol királyi hercegnő, I. Eduárd angol király lánya, elváltak,[2] gyermekei nem születtek, 1 természetes fiú
  - Jakab (1267–1327), II. (Igazságos) Jakab néven aragón király, I. Jakab néven szicíliai király, 1. felesége Izabella (1283–1328) kasztíliai királyi hercegnő, elváltak, gyermekei nem születtek, 2. felesége Anjou Blanka (1280–1310) nápolyi királyi hercegnő, 10 gyermek, 3. felesége Lusignan Mária (1273–1322) ciprusi királyi hercegnő, nem születtek gyermekei, 4. felesége Moncadai Elisenda (1292 körül–1364), nem születtek gyermekei, 10 gyermek a 2. házasságából+3 természetes gyermek
  - Frigyes (1271/72–1337), II. Frigyes néven szicíliai (trinacriai) király, felesége Anjou Eleonóra szicíliai (nápolyi) hercegnőtől (1289–1341), 9 gyermek a házasságából+5 természetes gyermek, többek között:
    - Péter (1304–1342), II. Péter néven szicíliai király (ur: 1337–1342), felesége Görzi Erzsébet (1298–1352), II. Ottó karintiai herceg leányaként Bajor Erzsébet német, szicíliai és jeruzsálemi királynénak, IV. Konrád szicíliai, német és jeruzsálemi király özvegyének volt az unokája, 10 gyermek+2 természetes gyermek

  - Erzsébet (Izabella) (1271–1336), Szent, férje I. Dénes (1261–1325) portugál király, 2 gyermek
  - Jolán (1273–1302), férje Anjou Róbert (1277/78–1343) nápolyi királyi herceg és trónörökös, 1309-től I. Róbert néven szicíliai (nápolyi) király, 2 fiú, többek között:
    - Anjou Károly (1298–1328) nápolyi királyi herceg, Calabria hercege, nápolyi trónörökös, 1. felesége Habsburg Katalin osztrák hercegnő, 2. felesége Valois Mária francia királyi hercegnő, 5 gyermek, többek között:
      - (2. házasságából): I. Johanna nápolyi királynő (1326–1382)

  - Péter (1275 körül–1296), felesége Moncadai Vilma (1245/55–1306/09)
- Házasságon kívüli kapcsolatából María Nicolau úrnőtől, 3 gyermek:
  - Jakab (1258 körül–1308), Sogorb ura, felesége Sancha Fernández Díaz, 1 leány:
    - Konstancia (1285 előtt–1320 körül), Sogorb úrnője, férje III. Artal lunai úr (–1323/29), 8 gyermek

  - János
  - Beatrix, férje Rajmund, Cardona algrófja (–1340 után)
- Házasságon kívüli kapcsolatából Iñés Zapata úrnőtől, 4 gyermek:
  - Ferdinánd, Albarracín ura
  - Péter, felesége Costanza Méndez, 4 gyermek
  - Sancho (–1341), Amposta várkapitánya
  - Teréz  (–1295 után), 1. férje (III.) García Romeu, 2. férje Artale d’Alagòn (–1295), Sastago ura, 3. férje Pedro López de Oteiza
- Házasságon kívüli kapcsolatából ismeretlen ágyasaitól, 2 gyermek:
  - Mária, férje I. Gottfried, Rocabertì algrófja (–1250)
  - Magiardo